# Право на выбор (телеспектакль)
«Право на выбор» — двухсерийный советский телеспектакль 1984 года режиссёра Василия Давидчука по пьесе Юрия Маслова.

## Сюжет
Несколько лет работавший на Дальнем Севере инженер Шахов назначается главным инженером автокомбината. Он перестраивает работу предприятия — находит новых инициативных бригадиров, беспощадно борется с лодырями и пьяницами, ликвидируя бесхозяйственность и разгильдяйство, при этом конфликтуя с директором. Работники автокомбината постепенно начинают верить в его способность организовать производство. Когда, разглядев его организаторские качества, ему предлагают высокую управленческую должность, он должен сделать выбор — и вместо высокого поста он просит назначить его директором автокомбината, считая, что должен сам вести коллектив поверивший ему.

## В ролях
- Аристарх Ливанов — Шахов
- Ирина Алфёрова — Таня
- Альгис Арлаускас — Гусятников, автослесарь
- Валентина Карева — Ольга
- Леонид Марков — Вавилов
- Николай Засухин — Шеин
- Геннадий Фролов — Солодовников
- Юрий Мочалов — Зеленцов
- Владимир Стеклов — Сорокин
- Василий Давидчук — Корзинщиков, корреспондент
- Николай Лебедев — Трофим Александрович
- Ксения Алфёрова — Ира

## О телеспектакле
Шaхов — по всем статьям «герой нашего времени». Но какой? Вот в чем вопрос. Деловой, энергичный, стальная воля, ни минуты на рефлексию, вычисляет буквально все, даже кандидатуру подходящей со всех точек зрения жены. Вам это ничего не говорит? Мне его трезвость, обдуманность поступков, осознанность целей и твердость характера близки и актерски, и человечески.— исполнитель главной роли актёр Аристарх Ливанов // Телевидение и радиовещание, 1989

Инженер Валентин Шахов декларирует свои бойцовские качества. Главным из них и является рационализм, то есть трезвый расчет и умение объединить вокруг себя и своего дела людей. Даже противника сделать единомышленником. В фильме выбор сделан чётко потому, что Шахов сознает право на него; А. Ливанов показывает своего героя намеренно жестким и твердым человеком, уверенным в себе и правоте своих действий.— журнал «Огонёк», 1984

## Рецензии
- На пути к герою (О телевиз. спектакле «Право на выбор») // Советская культура : газета. — 1984. — 9 июня (№ 69 (5857)). — С. 4.